# Barneston (Washington)
Barneston az Amerikai Egyesült Államok északnyugati részén, Washington állam King megyéjében elhelyezkedő kísértetváros.

## Történet
A település a helyi fűrészüzem dolgozói számára jött létre. A postahivatal 1901. június 12-én nyílt meg. Barneston névadója John G. Barnes, a Kent Lumber Company titkára.
Barneston lakosságának 35%-át japán bevándorlók tették ki, akik a település északi részén éltek. Egyikük fürdőt (szentó) működtetett.
A postahivatal 1924-ben bezárt, mivel Seattle városa a víz minőségének megóvása érdekében megtiltotta, hogy a Cedar folyó mentén emberek éljenek.

## Fordítás
- Ez a szócikk részben vagy egészben  a   Barneston, Washington című angol Wikipédia-szócikk ezen változatának fordításán alapul.  Az eredeti cikk szerkesztőit annak laptörténete sorolja fel. Ez a jelzés csupán a megfogalmazás eredetét és a szerzői jogokat jelzi, nem szolgál a cikkben szereplő információk forrásmegjelöléseként.